# Curumin
 (novembre 2020).
Si vous disposez d'ouvrages ou d'articles de référence ou si vous connaissez des sites web de qualité traitant du thème abordé ici, merci de compléter l'article en donnant les références utiles à sa vérifiabilité et en les liant à la section « Notes et références ».
Curumin, pseudonyme de Luciano Nakata Albuquerque, né le 28 juillet 1976 à São Paulo, est un musicien brésilien au style particulier mélangeant à la fois la samba, le funk, le jazz, la bossa nova, et le hip-hop. Il chante principalement en portugais. Son premier album, Achados E Perdidos, est sorti le 20 septembre 2005 sous le label Quannum Projects.
Alors que Chief Xcel, membre des Blackalicious et de Quannum, effectua un passage au Brésil, il fit la connaissance de Curumin.
C'est en l'écoutant qu'Xcel senti que son succès pouvait aller au-delà des frontières brésiliennes et lui proposa d'intégrer le collectif Quannum Projects.

## Biographie
Luciano Nakata Albuquerque est un Brésilien d'origine hispano-japonaise. Il fut très rapidement surnommé Curumim, mot de la langue tupi-guarani signifiant enfant. À l'âge de 8 ans, il avait déjà formé son premier groupe de rock avec ses camarades de classe, en utilisant des pots et des casseroles, à défaut d'avoir une batterie. Deux ans plus tard, il forma un autre groupe du nom de ZU, mais cette fois-ci plus basé sur la funk et l'instrumental. À 14 ans, il jouait déjà de la batterie dans les plus grands clubs de São Paulo. À 16 ans, il décida d'apprendre également à jouer du piano.
Un peu plus tard, Curumin intégra la prestigieuse école de musique Gaviões da Fiel où on lui enseigna 40 années d'histoire de la musique populaire brésilienne, et principalement l'histoire de la samba. Durant son temps libre, sous l'influence musicale de deux groupes américains the B-52's et Run-D.M.C., Curumin et deux de ses amis formèrent le groupe Zomba.
Le groupe Zomba se voulait à la fois proche de la musique brésilienne traditionnelle et de la funk, tout en étant accompagné par un DJ. Le groupe perça rapidement à São Paulo où il rappela l'influence des années 1970. Au même moment, Curumin intégra un autre groupe du nom de Toca avec Gustavo Lenza, qui lança les prémices d'Achados E Perdidos.
Avec l'aide de nombreux artistes établis de musique populaire brésilienne comme Arnaldo Antunes, Andrea Marquee, ainsi que Lino Crizz & Guetto Jam and SP Funk, sa carrière musicale fit un bond en avant. C'est d'ailleurs avec ces derniers qu'il eut un avant-goût de tournée mondiale à travers l'Europe et l'Amérique latine.
Petit à petit, le groupe Zomba se métamorphosa en une seule carrière solo. Curumim décida alors de remanier les différentes chansons du groupe afin que celles-ci collent davantage à ses goûts et son expérience. C'est de ce remaniement que naquit Achados e Perdidos. Cet album synthétise tant son origine musicale que la musique qu'il jouait dans son enfance à São Paulo.
En 2006, Electronic Arts a choisi « Guerreiro » de l'album Achados E Perdidos pour être l'une des 47 chansons du jeu FIFA Street 2.

## Discographie

### Autres apparitions
- Live at KEXP Vol.5-  "Compacto" (2009)